# Kabokorr
Kabokorr (Schreibvariante: Kabokor) ist eine Ortschaft mit historischer Bedeutung im westafrikanischen Staat Gambia.
Nach einer Berechnung für das Jahr 2013 leben dort etwa 375 Einwohner, das Ergebnis der letzten veröffentlichten Volkszählung von 1993 betrug 211.

## Geographie
Kabokorr in der West Coast Region, Distrikt Foni Bintang-Karanai liegt unmittelbar an der South Bank Road zwischen Somita und Sibanor.

## Kultur und Sehenswürdigkeiten
Bei Kabokorr ist eine heilige Stätte als Kultstätte unter dem Namen Bire-Bulenkeseu bekannt.